# Lepidonotus bicornis
Lepidonotus bicornis är en ringmaskart som först beskrevs av Uschakov 1982.  Lepidonotus bicornis ingår i släktet Lepidonotus och familjen Polynoidae. Inga underarter finns listade i Catalogue of Life.